# Leonnates stephensoni
Leonnates stephensoni är en ringmaskart som beskrevs av Rullier 1965. Leonnates stephensoni ingår i släktet Leonnates och familjen Nereididae. Inga underarter finns listade i Catalogue of Life.